# カラー世界パンデミックの記録
『カラー世界パンデミックの記録』（カラーせかいパンデミックのきろく 仏:  Pandemia）は、AFP通信（仏: Agence France-Presse）が2021年に刊行した報道写真集である。
AFP通信の写真部門統括者であるマリエル・ウード（仏: Marielle Eudes）が、AFP通信に保存される膨大な数の新型コロナウイルス感染症世界的大流行（パンデミック）に関する写真から、500葉を選り抜いた。写真には細心の注意が払われたキャプションが添えられ、2020年1月からの1年余りを時系列に並べられている。また、ベルギー出身のジャーナリストのフロランス・オベナ（仏: Florence Aubenas）、イタリア出身の小説家のフランチェスカ・メランドリ（伊: Francesca Melandri）、ブルンジ出身のシンガーソングライターのガエル・ファイユ（仏: Gaël Faye）、米国出身の児童文学作家のスージー・モーゲンスターン（英: Susie Morgenstern）及びフランス出身の哲学者のシャルル・ペパン（仏: Charles Pépin）の随筆が収録されている。
AFP通信は2021年9月29日に、同年10月7日にフランス、米国、英国及びドイツで同時出版し、日本でも2022年に出版すると発表した。
- (フランス語) Pandemia - Ce que nous avons vécu. Paris: Editions Les Arènes. (2021-10-07). ISBN 979-10-375-0520-0. OCLC 1285277947[10]
- (英語) The Year That Changed Our World - A Photographic History of the Covid-19 Pandemic. London: Thames & Hudson. (2021-10-28). ISBN 978-0-500-02506-2. OCLC 12587802726[11]
- (ドイツ語) Pandemie - Chronik eines Weltgeschehens. München: Knesebeck. (2021-10-20). ISBN 978-3-95728-583-6. OCLC 1286861563[12]

## 日本語版
日本語版は、AFP通信の予告どおり2022年（令和4年）5月14日に西村書店より刊行された。日本語版刊行に際し掲載写真が5葉増補され、481葉となった。また、日本語版を監修した青柳正規による序文が付せられている。
- マリエル・ウード 編、前島美知子 訳『カラー世界パンデミックの記録：コロナに立ち向かう人類の挑戦』青柳正規 監修、西村書店、東京、2022年5月14日。ISBN 978-4-86706-034-6。 NCID BC14561172。OCLC 1332765351。全国書誌番号:23692379。[13]

## 脚註